# Гідродинамічна подібність потоків
Гідродинамічна подібність потоків (рос. гидродинамическое подобие потоков; англ. hydrodynamic similarity of flows) – подібність потоків геометрично й кінематично, які задовольняють таким умовам: 
а) в їх подібних точках прикладено однойменні сили; 
б) векторні поля сил, що діють на рідину, для заданих потоків є геометрично подібними і однаково орієнтовними відносно меж потоків.
Якщо два потоки подібні, тобто вони описуються однаковими рівняннями з однаковими граничними (крайовими) і початковими умовами, представленими в безрозмірному вигляді, то для них повинні бути однаковими за величиною такі безрозмірні величини, які мають свої власні назви:
– число Струхаля характеризує залежність складових інерційних сил від часу;
– число Фруда відбиває відношення сил інерції до сил гравітації;
– число Ейлера відбиває відношення сил тиску й сил інерції;
– число Рейнольдса відбиває відношення сил інерції й в’язкості.